# Maffy Falay

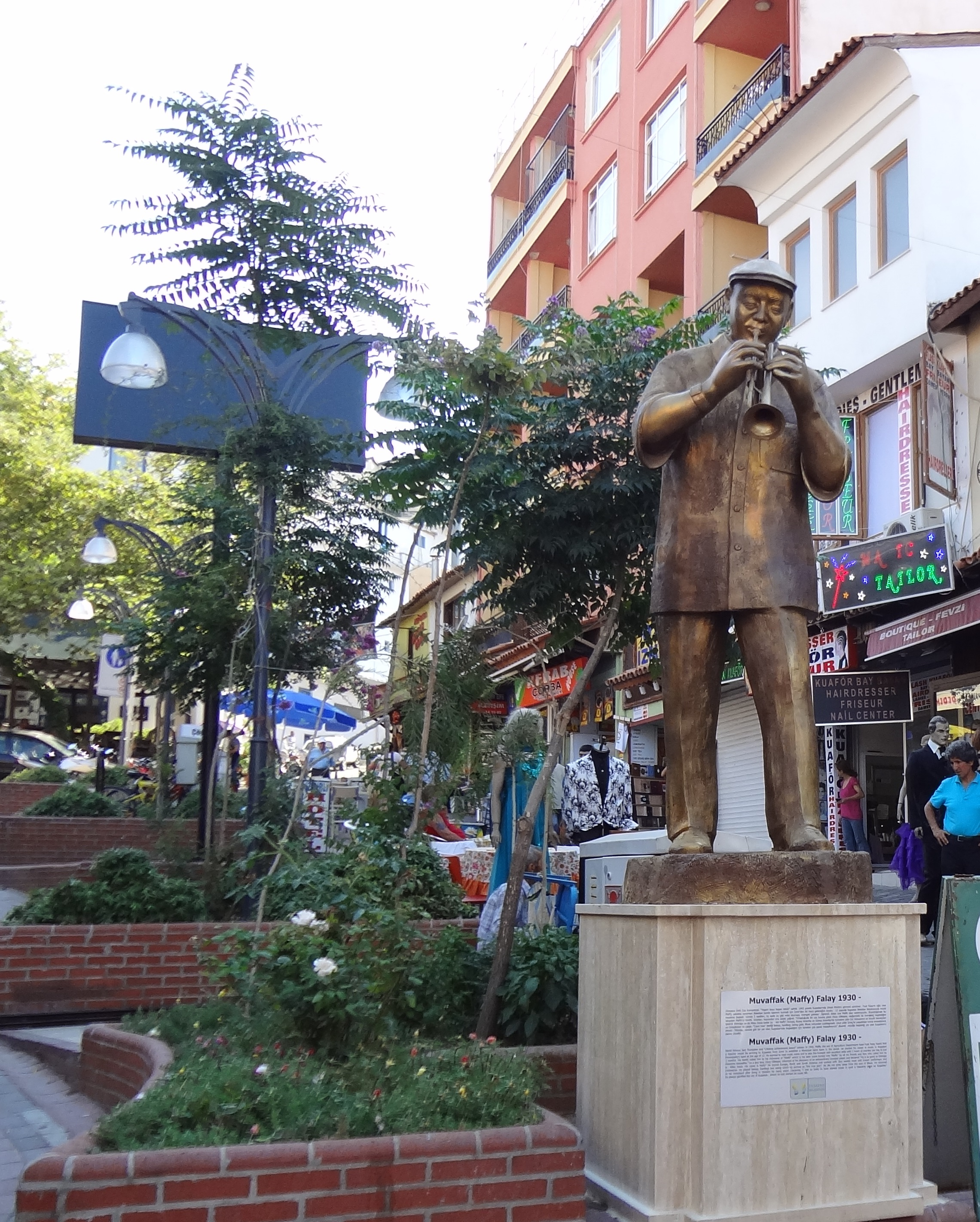
Staty av Falay i hans hemstad Kuşadası.

Muvaffak "Maffy" Falay, född 30 augusti 1930 i Kuşadası i provinsen Aydın, Turkiet, död 22 februari 2022 i Istanbul, var en turkisk-svensk trumpetare och jazzmusiker. Maffy Falay var sedan 1960-talet främst bosatt och verksam i Sverige.
Berit Nygren, producent vid Sveriges Radios Jazzradion, skriver om Maffy Falay:
"Han var en av frontfigurerna när svensk jazz började att ta in traditionsmusik och blicka österut runt 1970.
Han studerade trumpet på konservatoriet i Ankara och upptäcktes av Dizzy Gillespie i slutet av 1950-talet, vilket öppnade dörren till en internationell karriär för honom. Sedan hamnade han i Tyskland där han spelade med olika radioorkestrar och Kenny Clarke/Francy Boland Big Band.
Till Sverige kom han via turnéer och spelade på 1960-talet i flera av den tidens främsta orkestrar, med exempelvis Harry Arnold, Quincy Jones och George Russell i spetsen. På 60-talet spelade han också med trumpetaren Don Cherry och tenorsaxofonisten Bernt Rosengren, och tillsammans med Rosengren bildade han runt 1970 gruppen Sevda med både svenska och turkiska musiker. Sevda fick det då nyinstiftade turnépriset Jazz i Sverige och skapade en helt ny mix av jazz och turkisk folkmusik.
Falay medverkade också på albumet ”Notes from the underground” (1974) som Bernt Rosengren fick Orkesterjournalens pris Gyllene skivan för. I eget namn spelade han in många skivor, däribland ”We six”. På 1990-talet drev han också en jazzscen på restaurang Lilla Maria i Stockholm där många yngre jazzmusiker fick möta äldre etablerade."

## Priser och utmärkelser
- 1972 –  Jazz i Sverige (med gruppen Sevda)

## Diskografi
(Skivor utgivna under eget namn)
- 1986 – We Six
- 1993 – Hank's Tune